# Tripedalia
Tripedalia is een geslacht van neteldieren uit de familie van de Tripedaliidae.

## Soorten
- Tripedalia binata Moore, 1988
- Tripedalia cystophora Conant, 1897